# Pedro, o Patrício
Pedro, o Patrício (em latim: Petrus Patricius; em grego: Πέτρος ὁ Πατρίκιος; romaniz.: Petros ho Patrikios; c. 500 — 565) foi um oficial sênior, diplomata e historiador bizantino. Um advogado bem-educado e bem sucedido, foi repetidamente enviado como emissário para o Reino Ostrogótico no prelúdio da Guerra Gótica (535–554). Apesar de sua habilidade diplomática, não foi capaz de evitar a guerra, e foi preso pelos godos em Ravena por alguns anos. Após sua libertação, foi nomeado para o posto de mestre dos ofícios, chefe do secretariado imperial, que manteve por incomparáveis 26 anos.
Nesta capacidade, foi um dos ministros líderes do imperador Justiniano (r. 527–565), desempenhando importante papel nas políticas religiosas dele e nas relações com o Império Sassânida; mais notadamente liderou as negociações para o acordo de paz de 562 que terminou a Guerra Lázica. Seus escritos históricos sobreviveram apenas em fragmentos, mas fornecem fonte material única sobre cerimônias precoces e assuntos diplomáticos entre bizantinos e sassânidas.

## Biografia

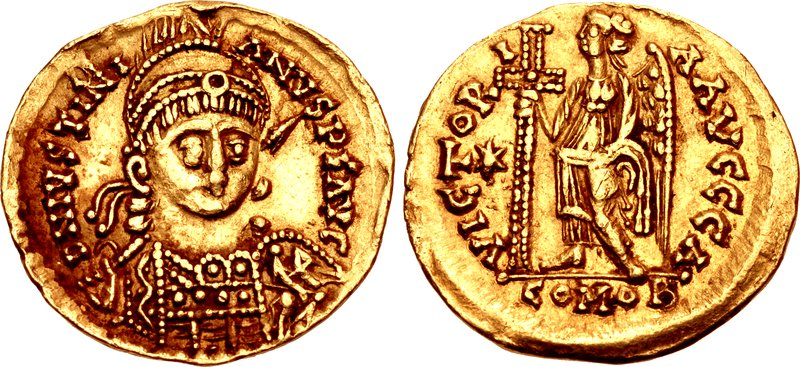
Soldo de Atalarico r.

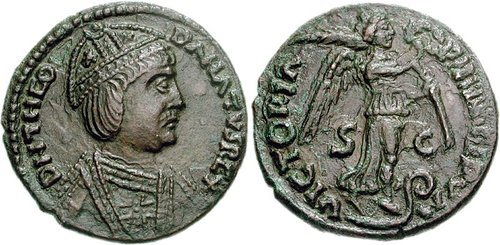
Fólis de Teodato r.

### Começo da carreira: emissário na Itália
Nasceu em Tessalônica ca. 500 e foi, segundo Procópio, de origem ilírica. De acordo com Teofilato Simocata, contudo, sua origem era em Solacão, próximo de Dara na Mesopotâmia. Após estudar direito, começou uma carreira de sucesso como advogado em Constantinopla, que lhe trouxe a atenção da imperatriz Teodora. Em 534, por conta de suas habilidades retóricas, foi empregado como emissário imperial à corte ostrogótica de Ravena. Neste momento, uma poderosa luta havia se desenvolvido entre a rainha Amalasunta, regente do jovem rei Atalarico (r. 526–534), e seu primo Teodato (r. 534–536). Após a morte de Atalarico, Teodato usurpou o trono, prendeu Amalasunta, e enviou mensagens para o imperador Justiniano esperando por reconhecimento.
Pedro encontrou os emissários em Aulo (atual Vlora) em seu caminho à Itália e notificou Constantinopla, esperando novas instruções. O imperador ordenou que transmitisse para Teodato que Amalasunta estava sobre proteção imperial e não seria prejudicada. Não obstante, no momento que Pedro chegou na Itália, Amalasunta foi morta; a narrativa de Procópio sobre a Guerra Gótica é ambígua aqui, mas em sua História Secreta explicitamente reivindica que Pedro teria organizado a morte de Amalasunta sob instruções de Teodora, que a temia como rival em potencial. Sejam quais forem as garantias de poder que podem ter sido dadas privadamente por Teodora para Teodato, em público, Pedro fortemente condenou o ato, e declarou que teria "guerra sem trégua entre o imperador e eles" como resultado.

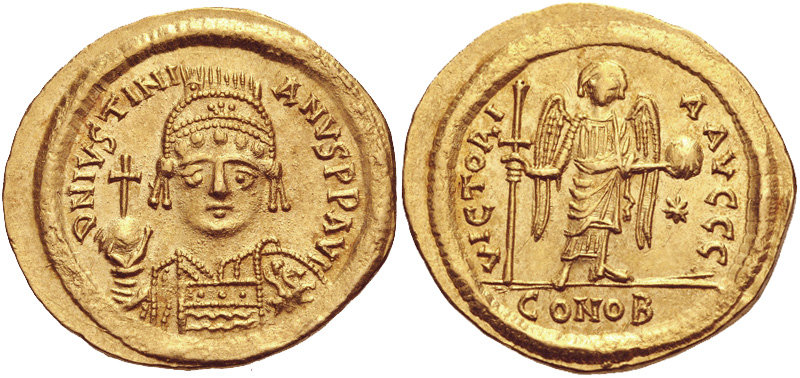
Soldo de Justiniano r.

Movimentos militares durante os primeiros anos da Guerra Gótica

Pedro retornou para Constantinopla com cartas de Teodato e do senado romano para o casal imperial, com apelos para uma solução pacífica, mas quando chegou à capital imperial, Justiniano já tinha decidido ir à guerra e estava preparando suas forças. Isso posto, Pedro retornou à Itália no verão de 535 para transmitir um ultimato: a guerra só seria evitada se Teodato abdicasse e retornasse a Itália para domínio imperial. Duas ofensivas bizantinas prolongadas ocorreram logo após, atacando as possessões mais afastadas do Reino Ostrogótico: Belisário tomou a Sicília, enquanto Mundo invadiu a Dalmácia. Após ouvir estas notícias, Teodato desesperou-se, e Pedro foi capaz de conseguir amplas concessões seguras dele: a Sicília seria cedida para o Império Bizantino; a autoridade do rei gótico sobre a Itália seria largamente restringida; uma coroa de ouro seria enviada como tributo anual e até três mil homens seriam providenciados para o exército imperial.
Tudo isso sublinhou o estatuto de sujeição de Teodato. Teodato, contudo, temendo que sua primeira oferta seria rejeitada, instruiu Pedro, sob juramento, que deveria oferecer a cessão de toda a Itália, mas apenas se as concessões originais fossem rejeitadas por Justiniano. No evento, Justiniano rejeitou a primeira proposta, e ficou muito contente ao saber da segunda. Pedro foi enviado de volta à Itália com Atanásio, levando cartas para Teodato e os nobres góticos, e por algum tempo parecia que o berço do Império Romano retornaria pacificamente. Porém, tal não aconteceria: após a chegada deles em Ravena, os emissários bizantinos encontraram Teodato em uma disposição alterada. Apoiado pela nobreza gótica e impulsionado com o sucesso na Dalmácia, resolveu resistir e aprisionou os embaixadores.

### Mestre dos ofícios
Pedro permaneceu preso em Ravena por três anos, até ser libertado em junho/julho de 539 pelo novo rei gótico, Vitige, em troca de emissários góticos enviados à Pérsia que tinham sido capturados pelos bizantinos. Como recompensa por seus serviços, o imperador nomeou Pedro ao posto de mestre dos ofícios, uma das posições mais altas do Estado, comandando o secretariado imperial, a guarda imperial (escola palatina) e o correio público com os temidos agentes nos assuntos.  Ele manteve este posto por 26 anos consecutivos, sendo este o maior mandato por uma larga margem que qualquer outro antes ou depois. Aproximadamente no mesmo momento ou logo depois, foi elevado ao supremo título de patrício e ao posto senatorial supremo de gloriosíssimo (gloriosissimus). Também recebeu o consulado honorário. Como mestre, tomou parte da discussão com os bispos ocidentais em 548 na Controvérsia dos Três Capítulos, e foi repetidamente enviado como emissário em 551–553 ao papa Vigílio, que opôs-se ao imperador na questão. Pedro é também registrado como participando do Segundo Concílio de Constantinopla em maio de 553.

Armênia (amarelo) na Antiguidade Tardia

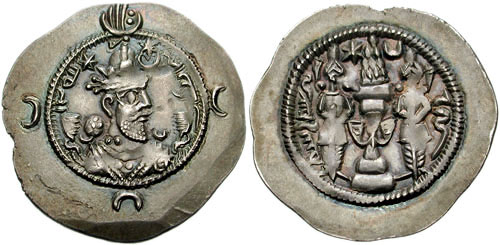
Dracma de r.

Em 550, foi enviado como emissário por Justiniano para negociar um tratado de paz com o Império Sassânida, um papel que reprisou em 561, quando encontrou o emissário persa Isdigusnas em Dara, no final da Guerra Lázica. Alcançando acordo sobre a evacuação persa de Lázica e a delineação da fronteira na Armênia, os dois emissários concluíram o tratado chamado Paz de 50 anos entre os dois impérios e seus aliados respectivos. Os subsídios bizantinos anuais à Pérsia seriam retomados, mas o montante foi reduzido de 226 para 190 quilos de ouro. Outras cláusulas regulamentaram comércio transfronteiriço, que seria limitado às cidades de Dara e Nísibis (atual Nuçaibim), o retorno dos fugitivos, e a proteção das respectivas minorias religiosas (cristãos no Império Sassânida e zoroastristas no Império Bizantino).
Em troca, os sassânidas reconheceriam a existência de Dara, cuja construção tinha originalmente provocado uma breve guerra, e os bizantinos concordaram em limitar as tropas deles lá e remover a sede do mestre dos soldados do Oriente da cidade. Como desacordos mantiveram-se em duas áreas da fronteira, Suânia e Ambros, na primavera de 562, Pedro viajou à Pérsia para negociar diretamente com o xá sassânida Cosroes I (r. 531–579), mas sem lograr sucesso. Então retornou para Constantinopla, onde morreu algum momento após março de 565.
Seu filho Teodoro, apelidado Condoceres ou Zetonúmio, sucedeu-o como mestre dos ofícios em 566, após um breve intervalo onde o posto foi mantido pelo questor do palácio sagrado Anastácio. Ele manteve o posto até algum momento antes de 576, sendo nomeado como conde das sagradas liberalidades posteriormente; no mesmo ano, ele também liderou uma embaixada mal sucedida à Pérsia para acabar com a guerra em curso no Cáucaso.

## Avaliação

Fronteira bizantino-persa em 565

Como um dos oficiais líderes da época, Pedro foi uma figura controversa, recebendo diferentes avaliações de seus contemporâneos. Para João, o Lídio, um burocrata de nível médio da prefeitura pretoriana do Oriente, Pedro foi um modelo de todas as virtudes, inteligente, firme, um administrador justo e um homem gentil. Procópio também atesta seus modos suaves e desejo de evitar insultar, contudo ao mesmo tempo acusa-o de "roubar os escolares" (os membros das Escolas) e de ser "o maior ladrão no mundo e absolutamente coberto com avareza vergonhosa", bem como sendo responsável pelo assassinato de Amalasunta.
Desde muito cedo em sua carreira, Pedro foi renomado por seu conhecimento, sua paixão por leitura, e suas discussões com estudiosos.  Como orador, foi eloquente e persuasivo; Procópio chama-o "dotado por natureza para persuadir os homens" enquanto Cassiodoro, que testemunhou suas embaixadas à corte ostrogótica, também elogia-o como homem eloquentíssimo e dotadíssimo (vir eloquentissimus et disertissimus), e como sapientíssimo (sapientissimus). Também, o historiador do século VI Menandro Protetor, que invoca o trabalho de Pedro em sua própria história, acusa-o de jactância e de reescrever os registros para aumentar seu próprio papel e performance nas negociações com os persas.

## Escritos
Pedro escreveu três livros, os quais sobreviveram apenas em fragmento: uma história dos primeiros quatro séculos do Império Romano, da morte de Júlio César em 44 a.C. à morte do imperador Constantino II (r. 337–361) em 361, da qual existem cerca de vinte fragmentos; uma história do ofício de mestre dos ofícios de sua instituição sob o imperador Constantino (r. 306–337) até o período de Justiniano, contando uma lista de seus titulares e descrições de várias cerimônias imperiais, várias das quais são reproduzidas nos capítulos 84-95 do primeiro volume do Sobre as Cerimônias do século X do imperador Constantino VII Porfirogênito (r. 913–959); e um registro de sua missão diplomática para o Império Sassânida em 561–562, que foi usada como fonte por Menandro Protetor. Até recentemente, era também atribuída a Pedro a autoria do Peri Politikes Epistemes do século VI, um livro em seis volumes que discute teoria política, baseado extensivamente em textos clássicos tais como A República de Platão e De re publica de Cícero. Este último também sobreviveu apenas em fragmentos.
Pedro foi o primeiro autor romano/bizantino tardio a escrever sobre cerimonias imperiais, começando uma tradição que duraria até o século XIV. Suas histórias também são uma importante fonte histórica; por exemplo, seu trabalho é o único que preserva as negociações e provisões do tratado romano-persa de 298 entre Galério e Narses.